# Valerio Valente
Aurelio Valerio Valente (en latín, Aurelius Valerius Valens; f. 317) fue un oficial romano que vivió en los siglos III y IV, durante el reinado conjunto de los emperadores Constantino I (r. 306-337) y Licinio (r. 308-324). Inicialmente ejerció el cargo de dux limitis en Dacia, en 316, mientras la relación de los emperadores se deterioraba. Licinio nombró a Valente como coemperador, ya sea como augusto o césar. Sin embargo su reinado fue breve, pues a principios de 317, Licinio fue derrotado en la batalla de Mardia, y en consecuencia, la tregua que firmó con Constantino el 1 de marzo le obligó a deponerlo y a ejecutarlo.

## Biografía

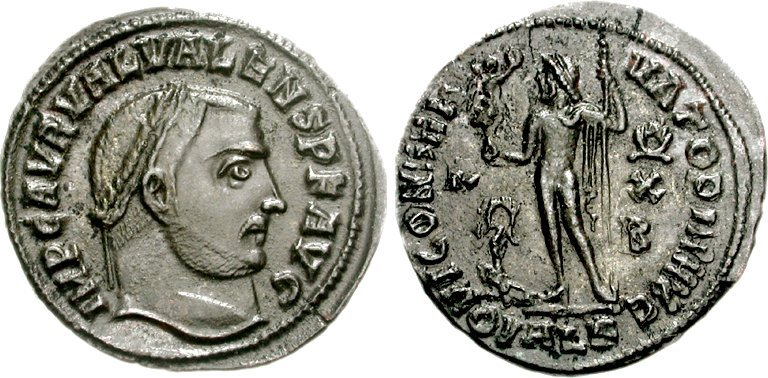
Follis emitido en 316-317 por Valerio Valente, en el que aparece titulado como augusto.

Tanto sus orígenes como sus progenitores son desconocidos. Ejerció el cargo de dux limitis en la Dacia. A raíz de la batalla de Cibalis, librada el 8 de octubre de 316, durante la primera guerra civil de los emperadores romanos Constantino I y Licinio, este último fue repelido hacia la Tracia, donde reunió un ejército en Adrianópolis (actual Edirne en Turquía) al mando de Valente. En diciembre, fue nombrado emperador para asegurar su lealtad e insultar el prestigio de Constantino. Aunque las fuentes literarias mencionan a Valerio como césar, emperador menor, la evidencia numismática indica su posición como augusto, emperador mayor.
Confiado con su victoria en Cibalis y ofendido por el ascenso de Valente, Constantino continuó su marcha hasta Filipópolis (actual Plovdiv, en Bulgaria), en Tracia, a donde envió emisarios a su rival exigiendo la destitución de Valente como condición de paz; Licinio, sin embargo, se negó y la guerra continuó. En enero de 317, ambos ejércitos lucharon en la inconclusa batalla de Mardia, situada entre Filipópolis y Adrinópolis, y los emperadores decidieron firmar una tregua el 1 de marzo, en Sérdica (actual Sofía en Bulgaria); en ella, Licinio fue confirmado como augusto, Constantino recibió todas las provincias europeas orientales excepto la Tracia, Valente fue destituido y condenado a muerte y los hijos de Constantino, Crispo (r. 317-326) y Constantino II (r. 317-340), y el hijo de Licinio, Licinio II (r. 317-324), fueron nombrados césares.
David Stone Potter sugiere que Constantino exigió la ejecución de Valente, en cambio, Charles Matson Odahl plantea que solamente exigió su destitución y transición a un ciudadano privado, y que la idea de ejecutarlo la tomó Licinio con la intención de demostrar su lealtad.